# Crisis del agua en Irán
La crisis del agua en Irán se refiere a los problemas que se producen debido a la escasez de agua en Irán. La escasez de agua puede ser el resultado de dos mecanismos: escasez física (absoluta) de agua y escasez económica de agua, donde la escasez física de agua es el resultado de recursos hídricos naturales inadecuados para abastecer la demanda de una región, y la escasez económica de agua es el resultado de una gestión deficiente los suficientes recursos de agua disponibles. Irán encuentra ambos problemas.

Imagen de satélite del Lago Urmía desde 1984 a 2014 (video)

Además es por sus pisos térmicos que se producen en las montañas cercanas

## Recursos hídricos

Central térmica de Shazand en el condado de Shazand. Una de las fábricas más contaminantes de la provincia de Markazi.

Las precipitaciones en Irán son muy estacionales, con una temporada de lluvias entre octubre y marzo, dejando la tierra seca durante el resto del año. Inmensas variaciones estacionales en el flujo caracterizan a los ríos de Irán. Por ejemplo, el río Karun en Juzestán transporta agua durante los períodos de flujo máximo que es diez veces la cantidad que se lleva en los períodos secos. En numerosas localidades, puede no haber precipitaciones hasta que las tormentas repentinas, acompañadas de fuertes lluvias, arrojen casi la totalidad de la lluvia del año en unos pocos días. La escasez de agua se ve agravada por la distribución desigual del agua. Cerca del mar Caspio, las precipitaciones tienen un promedio de 1.280 mm por año, pero en la meseta central y en las tierras bajas al sur rara vez supera los 100 mm.

### Disponibilidad de agua
Los recursos hídricos renovables internos se estiman en 128 500 hectómetros cúbicos (hm³)/año (promedio para 1977-2001). La escorrentía superficial representa un total de 97 300 km³/año, de los cuales 5400 hm³/año proviene del drenaje de los acuíferos y por lo tanto debe restarse del total. La recarga de agua subterránea se estima en aproximadamente 49 300 hm³/año, de los cuales 12 700/año se obtienen por infiltración en el lecho del río y también deben restarse. Irán recibe 6700 hm³/año de agua superficial de Pakistán y algo de agua de Afganistán a través del río Helmand. El flujo del río Arax, en la frontera con Azerbaiyán, se estima en 4600 hm³/año). La escorrentía superficial hacia el mar y hacia otros países se estima en 55 900 hm³/año. La disponibilidad de agua per cápita en la época de la Revolución preislámica era de aproximadamente 4.500 metros cúbicos. En 2009, esta cifra era inferior a 2.000 metros cúbicos.

### Presas
Hay 42 presas grandes en operación en Irán con una capacidad de almacenamiento combinada de 33 000 hm³/año. Estas presas pierden unos 200 millones de metros cúbicos de capacidad de almacenamiento cada año debido a la sedimentación (0.5-0.75% de su capacidad de almacenamiento). La mayoría de las presas son presas multipropósito para energía hidroeléctrica, riego, control de inundaciones y, en algunos casos, suministro de agua potable.

### Uso del agua
La extracción total de agua se estimó en aproximadamente 70 000 hm³ en 1993, elevándose a 93 000 hm³ en 2004, de los cuales el 92% se usó para fines agrícolas, el 6% para uso doméstico y el 2% para uso industrial. Aunque esto equivale al 51% de los recursos hídricos renovables disponibles, la extracción anual de los acuíferos (57 000 hm³ en 1993, 53 000 hm³ en 2004) ya es más que el rendimiento seguro estimado (46 000 hm³). De los 4300 hm³/año en 1993 (6200 en 2004) utilizados para fines domésticos, el 61% proviene de aguas superficiales y el 39% del agua subterránea. Por ejemplo, el Gran Teherán con su población de más de 13 millones es abastecido por las aguas superficiales de la presa Lar en el río Lar en el noreste de la ciudad, la presa de Latyan en el río Jajrood en el norte, el río Karaj en el noroeste , así como por las aguas subterráneas en las cercanías de la ciudad. Las provincias de Gilán, Mazandarán e Isfahán tienen la mayor eficiencia de riego con 54, 52 y 42 por ciento respectivamente, y la provincia de Juzestán tiene la eficiencia de riego más baja con 38 por ciento. El consumo de agua del grifo en el país es un 70% superior al promedio mundial. 16 000 hm³ de agua se utilizaron para la generación de energía en 1999.

### Infraestructura
La mayoría del agua potable en Irán se abastece a través de una infraestructura moderna, como represas, embalses, tuberías de transmisión de larga distancia -algunas de las cuales tienen más de 300 km de longitud- y pozos profundos. Aproximadamente 60,000 sistemas tradicionales de Karez (کاریز) en las regiones de la meseta de Irán en Yazd, Jorasán y Kerman, todavía se usan hoy en día para el riego y el suministro de agua potable en áreas rurales y pequeñas ciudades. El Karez más antiguo y más grande conocido se encuentra en la ciudad iraní de Gonabad, que después de 2700 años todavía proporciona agua potable y agrícola a casi 40 000 personas. Su profundidad de pozo principal es de más de 360 metros y su longitud es de 45 kilómetros. Se estima que hay hasta 500 000 pozos profundos y poco profundos en el país.

### Contaminación del agua
La contaminación del agua es causada por aguas residuales industriales y municipales, así como por la agricultura. Con respecto a las aguas residuales municipales, la mayor parte de las aguas residuales recolectadas se vierte sin tratamiento y constituye una importante fuente de contaminación de las aguas subterráneas y un riesgo para la salud pública. En varias ciudades sin alcantarillado sanitario, los hogares descargan sus aguas residuales a través de desagües abiertos de agua de lluvia

## Crisis
En diciembre de 2013, Hamid Chitchian, en cabeza del Ministerio de Energía, que está a cargo de regular el sector del agua, afirmó que la situación del sector había alcanzado "niveles críticos". Él estableció correctamente que los enfoques pasados, que se centraban principalmente en la construcción de presas y tratar de aumentar la capacidad de almacenamiento, ya no serían remedios apropiados. De hecho, la capacidad total de almacenamiento detrás de las muchas represas del país asciende a 68 000 hm³, mientras que el potencial hídrico de los ríos del país asciende a 46 000 hm³ por año. 
En julio de 2013, Issa Kalantari, el Ministro de Agricultura del gabinete del presidente Hashemi Rafsanjani, le dijo al periódico Ghanoon que la crisis del agua es el "principal problema que amenaza" a Irán, y agregó que es más peligroso "que Israel, EE. UU. élite". Si no se aborda el tema del agua, Irán podría volverse "inhabitable". Si esta situación no se reforma, en 30 años Irán será un pueblo fantasma. Incluso si hay precipitaciones en el desierto, no habrá rendimiento, porque el área de aguas subterráneas se secará y el agua permanecerá a nivel del suelo y se evaporará ".
Un informe de 2017 de las Naciones Unidas declaró que "la escasez de agua es aguda, los medios de subsistencia agrícolas ya no son suficientes. Con pocas otras opciones, muchas personas se han ido, eligiendo futuros inciertos como migrantes en busca de trabajo". Algunos analistas creen que la crisis del agua puede haber contribuido significativamente a las protestas en torno a enero de 2018. Al menos cinco manifestantes habrían sido ejecutados en enero de 2018 en Qahderijan, donde los derechos de agua serían la principal queja. A partir de marzo de 2018, las protestas de agua pequeñas e intermitentes continúan ocurriendo en algunas áreas rurales. El 10 de junio de 2018, en un video, el primer ministro de Israel, Netanyahu, anunció el lanzamiento de un sitio web en farsi (persa) que ayudará a los iraníes a manejar la crisis del agua.